# Jean Lescoffier
 (novembre 2016).
Si vous disposez d'ouvrages ou d'articles de référence ou si vous connaissez des sites web de qualité traitant du thème abordé ici, merci de compléter l'article en donnant les références utiles à sa vérifiabilité et en les liant à la section « Notes et références ».
 (novembre 2016).
Jean Lescoffier est un professeur de lettres français, né le 28 mai 1875 à Jorxey, † le 15 décembre 1947 à Vanves. Ce certifié et agrégé de littérature française, par reconversion après 1904 chercheur spécialisé dans les lettres nordiques, a été un correspondant et organisateur des relations avec le monde scandinave, un traducteur des langues danoises et norvégiennes, en particulier un animateur des échanges associatifs entre la France et la Norvège, premier élu parmi d'autres pays nordiques.

## Biographie
Jean-Baptiste, ainsi que le nommait ses intimes, constamment fatigué par ses multiples activités dès 1946, est insensiblement tombé gravement malade l'année suivante, disparaissant brutalement le 15 décembre 1947. Sa première esquisse biographique a été rédigée quelques semaines après sa disparition par sa sœur, Madame Lecoanet, qui l'a déposée à la permanence de la société philomatique vosgienne, tenue alors par l'accueillant bénévole Fernand Baldensperger, en villégiature à Saint-Dié après son retour d'Amérique. Ce dernier professeur, apprenant de vive voix le décès de son confrère que la presse locale, à l'image de l'indifférence nationale, n'avait point relayé, n'a pas manqué de faire paraître dans le bulletin de ladite société, sous sa plume alerte, un article nécrologique, sans cacher les faits saillants de cette esquisse, qui a servi de canevas à sa nécrologie comme à cette présentation.
La famille Lescoffier est originaire des contrées d'Aouze et de Vicherey, et peut-être de manière plus lointaine de Bourgogne et de la région lyonnaise. 
Né dans un village de la plaine des Vosges où Nicolas, son père, instituteur dirige l'école communale, Marie Jean Baptiste Lescoffier effectue de brillantes études secondaires au collège d’Épinal. Le bachelier obtient une licence de lettres classiques à Nancy, puis poursuit ses études à Paris où il achève ses études supérieures par une agrégation de lettres obtenue à l’âge de 24 ans en 1899. Il effectue son service militaire de 1896 à 1897 au 79e régiment d'infanterie.
Il est nommé professeur de lettres au lycée de Bar-le-Duc. En 1904, il poursuit sa carrière professorale au lycée de Bourges. Il sera ensuite nommé au lycée Malherbe à Caen de 1906 à 1913, afin de rejoindre le lycée Michelet à Vanves, près de Paris, où il termine sa carrière en prenant sa retraite de l'enseignement en 1937.
Il épouse à Bar-le-Duc la belle-sœur d'un collègue de lycée à la fois professeur de philosophie et musicologue Paul Landormy. Sa jeune épouse l'initie à la musique et au chant, il découvre déjà la musique de Grieg et les fabuleuses musiques populaires du Nord, qui font redécouvrir la nature aux mélomanes français depuis 1890.
Mais le tournant de sa vie se passe au cours d'un voyage vers l'Europe scandinave en été 1903. Embarqué vers le Danemark et la Norvège, il découvre de manière inattendue un paysage, un peuple scrupuleux et réservé, et une littérature nordique aux multiples richesses. Enchanté par la découverte concrète de ce monde, il retrouve sa fascination de jeunesse pour les dramaturges du Nord, en particulier le débat norvégien incessant entre Henrik Ibsen et Bjørnstjerne Bjørnson à coup de grandes pièces de théâtre. Il décide de consacrer une thèse au second.
Il s'efforce dès 1904 d'obtenir une bourse d'études, pour étudier la langue danoise et norvégienne et aller à la rencontre des littératures nordiques. Mais il est débouté par des universités et des institutions de recherches française, qui considèrent ce sujet d'étude comme superflu. Il rend visite à un professeur de lettres de l'université de Lyon, Fernand Baldensperger, un soir d'été dans sa propriété au centre de la ville de Saint-Dié en 1904. Il n'ignore pas que ce germaniste, chantre de la littérature comparée, par ailleurs bon connaisseur de la péninsule danoise et des îles des détroits, car il y a séjourné avec son épouse Marguerite et ses enfants, pendant quelques paisibles vacances estivales, ne peut qu'être sensible à ses arguments concernant l'oubli alarmant de la littérature dano-norvégienne. Il obtient par cette entremise judicieuse vers Ferdinand Brunot l'ouverture d'un droit à une modeste bourse d'état de la Sorbonne et la possibilité d'étudier un an à Copenhague puis à Christiana.
L'étudiant tardif qui se perfectionne en langues nordiques, en danois classique et en dano-norvégien, en début de thèse, est accueilli par Georg Brandes et Kr Nyrop à Copenhague. Il devient vite un familier puis un ami de Christen Collin et Lorentz Eckhoff, ses quasi-voisins de Christiana. peut rendre visite au sujet de son étude Bjørnstjerne Bjørnson dans sa propriété d'Aulestad en 1904/1905. Ses relations avec la famille Bjørnson sont tellement intenses qu'il deviendra l'ami du couple Sautreau, Georges Sautreau et son épouse Dagny Bjørnson, propre fille du dramaturge, qui résident habituellement à Paris.
Mobilisé en 1914, l'officier de réserve Lescoffier part au front. Il est blessé le 26 septembre 1915 à Tahure par une balle au poumon droit et rentre à Vanves. L'armée décide de mieux utiliser ses compétences en l'envoyant en mission officielle en 1916, en tant qu'attaché militaire, auprès de la légation de France en Norvège. Il rejoint le ministre en exercice Abel Chevalley. En 1916, il accueille Fernand Baldensperger, avec bienveillance, à Christiana qui accomplit en Norvège une mission diplomatique.
L'ordre est d'assurer la vie pacifique d'un pays neutre et bienveillant, et d'éviter une mainmise allemande sur les ressources techniques stratégiques de l'azote de synthèse de Notodden.
Alors qu’il est encore en poste à Christiania de 1916 à juin 1919, il aide à la constitution de la section norvégienne du lycée Pierre-Corneille à Rouen.
De retour en France, il retrouve son poste de professeur de lettres classiques au lycée de Vanves et continue les recherches sur sa thèse. Il garde un grand nombre de liens avec la Norvège, d'abord par la vie associative et son réseau d'amitiés dano-norvégiennes.
Jean se charge à partir de 1919 du secrétariat général de l’Association franco-norvégienne. Il lui faut développer des liens culturels entre les deux nations et ne pas se contenter de quelques initiatives éparses. Il joue un rôle d'organisateur et d'interprète. Il organise ainsi la réception des jeunes boursiers norvégiens au lycée Corneille à Rouen de 1920 à 1939.
Mais, tout en continuant inlassablement ses lectures d'ouvrages sur la Norvège et les lettres nordiques, lectures conduisant parfois à des traductions pour ses proches, il est aussi un actif correspondant de presse à l'occasion.
Il communique avec le journal norvégien Tidens Tegn. De 1925 à 1940, il livre des chroniques sur ses thèmes de prédilection au Mercure de France. Il s'efforce de corriger souvent les informations erronées des écrits romancés ou feuilletonnées ou des reportages à courtes vues qui parviennent souvent des pays nordiques.
Il est un ami proche de Johan Bojer, grand admirateur de l'œuvre de l'écrivain Maupassant.
Il collabore à la revue Atlantis. En 1929, à la demande du rédacteur en chef Fernand Baldensperger, il fournit un article à la Revue de littérature comparée. Il y passe en revue la vie francophile du Nord, et l'influence lointaine et mystérieusement préservée de la littérature française, qui reste fondée sur les apports de Balzac et Victor Hugo.
Il effectue de nombreux voyages en Norvège durant l'entre-deux-guerres, et en particulier de 1929 à 1931 pour terminer ses deux travaux de thèse, en consultant les archives et en concluant par des enquêtes de terrain minutieuses.
Il obtient son docteur es lettres en 1932, après avoir soutenu sa thèse sur l'œuvre de Bjørnstjerne Bjørnson en Sorbonne. Il a choisi l'aboutissement de l'épopée du romantisme nationale, la fin du grundtvigianisme et la montée du réalisme des années 1860 et 1870, en privilégiant dix années de la vie de Bjørnstjerne Bjørnson de 1868 à 1878 qui voient l'affranchissement intellectuel norvégien vis-à-vis du Danemark et l'amorce de l'indépendance politique de l'état norvégien vis-à-vis de la Suède. L'ensemble de sa thèse, en deux parties, reçoit le prix Bordin de l'Académie Française en 1934.
Dès l'entrée en guerre, en 1939, il entre au ministère de l'information pour s'occuper de la cause franco-norvégienne. Les années après 1940 sont difficiles, il passe dès 1942 dans la Résistance, abritant clandestinement des juifs pourchassés et des prisonniers évadés.
À la Libération, il réanime l'association franco-norvégienne, organise à nouveau des échanges entre étudiants, des réceptions multiples désormais sur le territoire. Il participe au courant de solidarité pour aider diverses régions norvégiennes sinistrées, après les dévastations totalitaires et concentrationnaires lors de l'occupation militaire allemande des côtes. Il participe à un comité pour l'édification de la maison norvégienne à Paris. En automne 1946, il effectue un dernier voyage en Norvège. En plus de rencontrer ses vieux amis, il a désormais la charge d'inspecter les postes de français dans le pays.
Le septuagénaire avoue humblement son épuisement en 1947. Il a perdu la maison paternelle du Villé, à Saint-Dié, où il avait entreposé une moitié de sa vaste bibliothèque personnelle, comptant en faire une résidence secondaire. Les soldats du IIIe Reich, retranchés en novembre 1944 sur la rive droite de la Meurthe, ont brulé les livres au lance-flamme et éradiqué par des charges explosives les fondations de l'édifice gênant la vue, et sa sœur installée rue Jacques-Delille a tout perdu, de même que son neveu médecin, dans la partie détruite de la ville de Saint-Dié.
Pour préserver un petit rayonnement français face à la réussite insolente et la générosité festive américaine dans les pays nordiques, il doit renouer des liens avec les universités et les grandes écoles. Il se réjouit de la naissance indépendante de l'université de Bergen, mais il doit souvent, conscient de la faiblesse de la France, retisser un réseau fiable de correspondants francophiles.

## Hommages
- Officier de la Légion d'honneur. En 1915, il est fait chevalier de la Légion d'honneur à titre militaire[7]. Il est officier de la Légion d'honneur en juillet 1946.
- Croix de guerre 1914-1918, palme de bronze
- Commandeur de l'ordre de Saint-Olaf. Ce membre correspondant de l'académie des sciences d'Oslo a été nommé commandeur de l'ordre norvégien de Saint Olav.

Ce membre d'honneur du cercle norvégien de Paris est docteur honoris causa de l'université de Oslo en 1938.
Une salle a été inaugurée au lycée Pierre-Corneille de Rouen le 1er avril 1954 par l’ambassadeur de Norvège, Rolf Andvord.

## Citations
Il était tout à la fois "amateur avisé des trois littératures classiques auxquelles il initiait, pédagogue supérieur tenant sa classe bien en main, homme qui donnait une méthode", selon les propos tenus par R. Bréchin, proviseur de lycée et ancien élève de Jean Lescoffier, dans l'Annuaire de l’Association des anciens de Vanves, en 1973.

## Œuvres
- "Autour des écoles primaires de Norvège", Revue pédagogique, n°45-2, année 1904, pp. 483-491 (partie Revue de l'étranger)
- "Danemark. L’enseignement primaire en Danemark", Revue pédagogique, n° 47-2, année 1905, pp. 172-187 (partie Revue de l'étranger : Jean Lescoffier, rédacteur de la seconde partie, associé à C. Jeannot, rédacteur de la première partie sur le même thème)
- Un grand poète norvégien : Hans E. Kinck, Paris, 1927.
- Thèse première à la Sorbonne :  Bjørnson, la seconde jeunesse, 1932, 449 p.
- Thèse secondaire à la Sorbonne : Les dernières corrections de Au dessus des forces, d'après le manuscrit de Björnstjerne Björnson, avec une introduction , 1932, 84 p.
- Bjørnson et la France, édition Norvège-France, 1936. parution conjointe «Bjørnson og Frankrike», 1936.
- Johannes Bøe, Jean Lescoffier, Anders Nummedal, Le Finnmarkien : les origines de la civilisation dans l'extrême-nord de l'Europe, édité par H Aschehoug & Co Harvard, University Press, Cambridge Massachusetts, Oslo, 1936,
- "Henrik Ibsen", Paris, 1946.
- La Norvège et le monde, Paris, 1949.
- Histoire de la littérature norvégienne, Société d'édition "Les Belles Lettres", Paris, 1952, 238 pages. Ouvrage posthume édité par Harald Beyer.
- Ouvrage technique : Guide de la Norvège, rapports divers sur les lettres danoises et norvégiennes…
- Articles et chroniques…

## Traductions de Jean Lescoffier
- Une œuvre inédite d'Ibsen : La nuit de la Saint-Jean, Paris, Alcan, 1905
- Anthologie de poètes norvégiens (à partir de Wergeland)
- Hans Kinck, L'anémone des chaumes, édité chez Stock, Paris, 1943 puis 1950, recueil de nouvelles.
- Autres contes de Hans E. Kinck
- Gunnar Gunnarson, La Nuit et le Rêve, Stock, 1944 ((da) Natten og drømmen, 1926)
- Harald Thaulow , Les sept roses de Haakon Hald, édité chez Calmann-Levy, Paris, 1947
- De Christiania à Oslo : 12 nouvelles norvégiennes de Bjørnstjerne Bjørnson, Johan Bojer, Finn Carling… et al., Nantes : l'Élan , impr. 1991, cop. 1991